# Modern femkamp vid olympiska sommarspelen 2012
De olympiska tävlingarna 2012 i modern femkamp avgjordes under spelens avslutande helg, 11 och 12 augusti 2012. De olika disciplinerna genomfördes på följande arenor: Copper Box (fäktning), Aquatics Centre (simning) och Greenwich Park (ridsport, löpning samt skytte).

## Medaljsammanfattning
| Gren                               | Guld                       | Guld                       | Silver                         | Silver                         | Brons                  | Brons                  |
| ---------------------------------- | -------------------------- | -------------------------- | ------------------------------ | ------------------------------ | ---------------------- | ---------------------- |
| Damernas moderna femkamp detaljer  | Laura Asadauskaitė Litauen | Laura Asadauskaitė Litauen | Samantha Murray Storbritannien | Samantha Murray Storbritannien | Yane Marques Brasilien | Yane Marques Brasilien |
| Herrarnas moderna femkamp detaljer | David Svoboda Tjeckien     | David Svoboda Tjeckien     | Cao Zhongrong Kina             | Cao Zhongrong Kina             | Ádám Marosi Ungern     | Ádám Marosi Ungern     |

Denna tabell: visa • redigera

## Medaljtabell
| Pl.    | Nation         | Guld | Silver | Brons | Totalt |
| ------ | -------------- | ---- | ------ | ----- | ------ |
| 1      | Tjeckien       | 1    | 0      | 0     | 1      |
| 1      | Litauen        | 1    | 0      | 0     | 1      |
| 3      | Kina           | 0    | 1      | 0     | 1      |
| 3      | Storbritannien | 0    | 1      | 0     | 1      |
| 5      | Brasilien      | 0    | 0      | 1     | 1      |
| 5      | Ungern         | 0    | 0      | 1     | 1      |
| Totalt | Totalt         | 2    | 2      | 2     | 6      |

## Program
Alla tider anges i lokal tid (UTC+1)
11 augusti
- Herrarnas moderna femkamp (första gren startade 08:45)

12 augusti
- Damernas moderna femkamp (första gren startade 08:00)